# Orgelsonat
Orgelsonat är en sonat för orgel, en musikform som odlats av många tonsättare. Liksom pianosonaten, har orgelsonaten oftast en sats i sonatform - som regel den första satsen. Orgelsonatin kan vara en mindre orgelsonat - till exempel har Valdemar Söderholm skrivit 13 sådana.
Gränsen mellan titlarna orgelsonat och orgelsymfoni är inte helt tydlig. Förenklat kan man säga att orgelsymfonin är mer symfonisk och ofta har orkestersymfonin som förebild. Även titeln orgelkonsert förekommer för liknande verk, till exempel hos Gunnar Thyrestam.

## Exempel på orgelsonater
- Joseph Rheinberger: 20 orgelsonater
- Alexandre Guilmant: 8 orgelsonater
- Felix Mendelssohn: 6 orgelsonater
- Charles Villiers Stanford: 5 orgelsonater
- Max Reger: 2 orgelsonater
- Herbert Howells: 2 orgelsonater
- Hilding Hallnäs: 2 orgelsonater
- Otto Olsson: Orgelsonat E-dur
- Oskar Lindberg: Orgelsonat g-moll op.23
- Edward Elgar: Orgelsonat G-dur
- Darius Milhaud: Orgelsonat
- Fredrik Sixten: Sonat för orgel